# Koblenz Open 2023
Il Koblenz Open 2023, noto come Koblenz Open powered by Outlet Montabaur per motivi di sponsorizzazione, è stato un torneo maschile di tennis giocato sul cemento indoor. È stata la 5ª edizione del torneo, facente parte della categoria Challenger 100 nell'ambito dell'ATP Challenger Tour 2023. Si è giocata alla CGM Arena della città di Coblenza, in Germania, dal 30 gennaio al 5 febbraio 2023.

## Partecipanti

### Teste di serie
| Nazionalità | Giocatore           | Ranking* | Testa di serie |
| ----------- | ------------------- | -------- | -------------- |
| Cina        | Zhang Zhizhen       | 96       | 1              |
|             | Roman Safiullin     | 97       | 2              |
| Canada      | Vasek Pospisil      | 99       | 3              |
| Germania    | Maximilian Marterer | 142      | 4              |
| Francia     | Hugo Grenier        | 147      | 5              |
| Regno Unito | Liam Broady         | 158      | 6              |
| Francia     | Alexandre Müller    | 160      | 7              |
| Paesi Bassi | Gijs Brouwer        | 161      | 8              |

* Ranking al 16 gennaio 2023.

### Altri partecipanti
I seguenti giocatori hanno ricevuto una wild card per il tabellone principale:
- Max Hans Rehberg
- Henri Squire
- Marko Topo

I seguenti giocatori sono entrati in tabellone come alternate:
- Raphaël Collignon
- Lucas Gerch
- Robin Haase
- Daniel Masur
- Louis Wessels

I seguenti giocatori sono passati dalle qualificazioni:
- Johannes Härteis
- Antoine Hoang
- Mats Rosenkranz
- Vitaliy Sachko
- Aleksej Vatutin
- Denis Yevseyev

## Punti e montepremi
| Torneo    | Torneo              | V      | F     | SF    | QF    | 2T    | 1T    | Q | Q2  | Q1  |
| Singolare | Punti               | 100    | 60    | 36    | 20    | 9     | 0     | 5 | 2   | 0   |
| Singolare | Premi in denaro (€) | 16 020 | 9 415 | 5 555 | 3 240 | 1 900 | 1 160 | – | 580 | 290 |
| Doppio    | Punti               | 100    | 60    | 36    | 20    | –     | 0     | – | –   | –   |
| Doppio    | Premi in denaro (€) | 6 845  | 4 050 | 2 400 | 1 420 | –     | 800   | – | –   | –   |

## Campioni

### Singolare
Roman Safiullin ha sconfitto in finale  Vasek Pospisil con il punteggio di 6–2, 7–5.

### Doppio
Fabian Fallert /  Hendrik Jebens hanno sconfitto in finale  Jonathan Eysseric /  Denys Molčanov con il punteggio di 7–6(2), 6–3.